# Historia General del Perú
La Segunda parte de los comentarios reales, más conocida como Historia general del Perú, es un libro histórico-literario escrito por el Inca Garcilaso de la Vega, el primer mestizo peruano e hispanoamericano de renombre intelectual. Fue publicada en 1617, en Córdoba, España, un año después de la muerte de su autor y estaba dedicada a la Virgen María. Es la continuación de los Comentarios reales de los incas y abarca un crucial período de la historia del Perú, que empieza con la llegada de los españoles y termina con la ejecución del último inca de Vilcabamba, Túpac Amaru I, en 1572. Al margen de su intención histórica, el autor se propuso en esta obra enaltecer su herencia hispánica (su padre era un conquistador español), como ya la había hecho con su ascendencia indígena en la primera parte (su madre era una princesa inca).

## Publicación
Esta obra fue concebida por su autor como la segunda parte de sus Comentarios Reales publicados en Lisboa en 1609. En la primera parte el autor había expuesto en una prosa muy bella la historia, cultura y costumbres de los Incas y otros pueblos del antiguo Perú; en la segunda trataría sobre la conquista española y el inicio de la colonia.
Hacia 1613, el manuscrito de la Segunda parte de los Comentarios Reales estaba ya terminado. La impresión se realizó en la imprenta cordobesa de la viuda de Andrés Barrera, pero esta labor se prolongó demasiado. Garcilaso no pudo ver publicada su obra pues murió el 23 de abril de 1616, a la de edad de 77 años. Al año siguiente salió a la venta el libro, bajo el título de Historia General del Perú, nombre que arbitrariamente le impuso el editor, que consideró nada llamativo el título original. La impresión estaba ya concluida desde el año anterior, y existe un raro ejemplar fechado en 1616. En la portada se lee lo siguiente:

Historia general del Perú, trata del descubrimiento de él, cómo lo ganaron los Españoles, las guerras civiles que hubo entre Pizarros y Almagros, sobre la partija de la tierra, castigo y levantamiento de tiranos; y otros sucesos particulares que en la Historia se contienen. Escrita por el Inca Garcilaso de la Vega, Capitán de Su Majestad y dirigida a la Limpísima Virgen María, Madre de Dios y Señora Nuestra [grabado con la imagen de la Virgen y a sus lados la inscripción: Mariam non te tigit-Primun peccatum]. En Córdova, por la viuda de Andrés Barrera, y a su costa. Año M. DC. XVII. Edición Princeps.

Cabe destacar que esta nutrida obra fue escrita cuando su autor era ya un anciano septuagenario. Sus anteriores obras cumbres, La Florida del Inca (1605) y los Comentarios Reales de los Incas (1609), son también de su etapa de senectud.

## Argumento
En esta obra Garcilaso desarrolla con estilo vibrante la conquista del Perú, las guerras civiles entre los conquistadores y la instauración del Virreinato del Perú, así como la resistencia de los incas de Vilcabamba, que culmina con la ejecución del último de estos, Túpac Amaru I, en la plaza del Cusco en 1572. Incluye en sus páginas una rehabilitación de su padre, el capitán Sebastián Garcilaso de la Vega, desprestigiado ante la Corona por haber militado en el bando del rebelde Gonzalo Pizarro.

## Propósito
Si la primera parte de los Comentarios Reales está dedicada a idealizar a los incas (los antepasados maternos del autor), la segunda parte o Historia general del Perú contiene la justificación de la conquista española, uno de cuyos ejecutantes es precisamente el padre del escritor, el capitán español Sebastián Garcilaso de la Vega. De paso, el autor defiende la actuación de su padre en las guerras civiles de los conquistadores, refutando al cronista El Palentino, quien en una de sus obras sostuvo que el capitán Garcilaso influyó decisivamente en el resultado de la batalla de Huarina, donde los rebeldes Gonzalo Pizarro y Francisco de Carvajal derrotaron a las fuerzas leales al rey que estaban bajo el mando de Diego Centeno. Según dicho cronista, el padre del Inca cedió su caballo, llamado Salinillas, a un herido y fugitivo Gonzalo Pizarro, por lo que éste pudo ordenar sus fuerzas y cambiar el curso de la batalla. El Inca Garcilaso desmonta esta aseveración, y afirma además que su padre fue incorporado contra su voluntad al bando rebelde, para luego sumarse a la primera ocasión a las fuerzas del pacificador Pedro de la Gasca.

Ambos textos [la primera y la segunda parte de los Comentarios Reales] exponen marcadas huellas autobiográficas y son el reflejo de la compleja identidad del Inca Garcilaso, ya que el elogioso tratamiento del pueblo sometido, en el primero, se presenta como una apología de su linaje materno, mientras que la exaltación de los valores españoles y explícita defensa del padre a propósito del episodio de Huarina rinde tributo a su herencia paterna. La obra y el mismo autor, como lo ha sugerido Miró Quesada, son “ejemplo vivo de fusión y de síntesis”.

Ambas posiciones que asume el Inca Garcilaso no son contradictorias, sino conciliatorias: 

… el propósito de Garcilaso consiste en armonizar su orgullo personal por los antepasados maternos con la apología de la pragmática civilizadora de la conquista: el “buen salvaje” (el inca) viene a ser rescatado y elevado a un superior estado de dignidad por la gracia de la evangelización y el don de la cultura y la lengua de los españoles.

El propósito explícito del autor de “justificar” la conquista española ha servido para que algunos califiquen al Inca Garcilaso de conformista y antiindígena; sin embargo, si bien expresó su lealtad a la Corona española y su fe en el cristianismo, manejó hábilmente su trabajo para señalar virtudes y excelencias incaicas y debilidades y crueldades hispánicas.

## Estructura
- Dedicación del Libro (a la Gloriosísima Virgen María).
- Prólogo.
- Libro Primero (41 capítulos).
- Libro Segundo (40 capítulos).
- Libro Tercero (22 capítulos).
- Libro Cuarto (42 capítulos).
- Libro Quinto (43 capítulos).
- Libro Sexto (29 capítulos).
- Libro Sétimo (30 capítulos).
- Libro Octavo (21 capítulos).

En total, 8 libros con 268 capítulos.

## Resumen de la obra

### Libro Primero
Empieza con el triunvirato que formaron tres españoles para ganar el imperio de los incas, a quienes la historia los conoce como los tres socios de la conquista: Francisco Pizarro, Diego de Almagro y Hernando de Luque. Se relatan las duras faenas que sufrieron durante los viajes de exploración por las costas tropicales, el episodio célebre de los Trece de la Fama en la isla del Gallo, la llegada a la ciudad de Tumbes del artillero Pedro de Candía, donde protagonizó el milagro de amansar a un león (puma) que los indios le arrojaron. Luego se produce el viaje de Francisco Pizarro a España para entrevistarse con el emperador Carlos V, donde acuerda la capitulación de Toledo, retornando a América para emprender su tercer viaje hacia el Perú. Se despliegan enseguida todos los episodios importantes de los inicios de la conquista: el combate contra los naturales de la isla de la Puná, el desembarco en Tumbes, la fundación de San Miguel de Piura y la marcha hacia Cajamarca, en cuyo trayecto se encuentran con una embajada del inca Atahualpa. Luego Hernando Pizarro y Hernando de Soto se entrevistan con el mismo inca en los baños cercanos a Cajamarca. Siguiendo lo acordado allí, el inca y su séquito entran a la plaza de Cajamarca, donde le sale el encuentro el cura Vicente de Valverde y el intérprete Felipillo. Citando la obra (perdida) del padre Blas Valera, Garcilaso intenta desmentir las versiones tradicionales de este episodio. El Inca nunca arrojó la Biblia al suelo durante el requerimiento ni vociferó contra los españoles, sino que insistió en que le dieran razones para someterse al emperador Carlos V y convertirse a la fe cristiana, pero por no lograrse una cabal traducción surgió el malentendido. Los españoles atacan desatando una masacre de indios. Atahualpa es capturado y tomado prisionero; en tal situación ofrece un crecido rescate para lograr su libertad. Hernando Pizarro viaja a Pachacámac a fin de apresurar el envío del oro. El inca Huáscar, cautivo en manos de los atahualpistas, se encuentra en un camino andino con dos exploradores españoles, a quienes pide infructuosamente que lo liberen; poco después los españoles se enteran de su muerte, presumiblemente realizada por orden de Atahualpa, a fin de que no se entendiera con ellos. Almagro llega a Cajamarca y apoya la eliminación del inca Atahualpa. Los españoles apresuran el reparto del rescate, a pesar de no haberse reunido la cantidad prometida. Se inicia un inicuo proceso contra Atahualpa, a quien se le acusa, entre otros cargos, de polígamo, idólatra, incestuoso y asesino de su hermano, así como de tramar un ataque de indios contra los españoles. Se le condena a muerte, siendo estrangulado en la plaza de Cajamarca. Finaliza el libro destacándose la lealtad inquebrantable que algunos indios tuvieron hacia los españoles, en agradecimiento de favores recibidos.

### Libro Segundo
Empieza con el arribo al Perú del adelantado Pedro de Alvarado, quien desde Quito pretende participar en la conquista del imperio inca. Con él viene el capitán Sebastián Garcilaso de la Vega que luego se unirá a una princesa inca, Isabel Chimpu Ocllo, de cuya unión nacerá el Inca Garcilaso. Se mencionan las crueldades del general quiteño Rumiñahui, antiguo lugarteniente de Atahualpa, y la resistencia del maese de campo Quízquiz, otro lugarteniente del mismo, quien atacó a la retaguardia española que iba camino al Cuzco, y apresó a un grupo de soldados españoles, entre los que estaban Francisco de Chaves y el escribano Sancho de Cuellar; este último fue estrangulado en Cajamarca, en una parodia que hicieron los indios de la muerte de Atahualpa. Chaves hizo un tratado o pacto de amistad con Tito Atauchi, hermano de Manco Inca, pero este acuerdo no fue respetado por Pizarro. Los españoles continúan su marcha al Cuzco, a la que someten al saqueo. Almagro y Alvarado se entrevistan en Quito y llegan a un acuerdo, por el cual el segundo, a cambio de una crecida suma, cede su ejército al primero. Es fundada la Ciudad de los Reyes o Lima, situada en la costa central del Perú y designada para ser la capital de la gobernación de Pizarro. Se funda también Trujillo, en la costa norte del Perú. Se relata la muerte de Alvarado en México, así como la de Quízquiz, a manos de sus propios subordinados. Almagro emprende la expedición a Chile pero tras una penosa marcha a través del desierto retorna al Perú. Simultáneamente se produce el levantamiento de Manco Inca y el cerco del Cuzco, donde unos 200 españoles auxiliados por miles de indios cañaris y chachapoyas resisten animosamente. Se mencionan los milagros que supuestamente Dios obró en favor de los cristianos. El autor cita a testigos que vieron aparecer a Santiago Apóstol y a la Virgen María, alentando a los hispánicos y desmoralizando a los indios. Se relata también el duelo singular entre un guerrero inca y un indio cañari: este último logra el triunfo y corta la cabeza a su rival, que convierte en trofeo. La Ciudad de los Reyes es también sitiada por las tropas incaicas, pero logra resistir. Finaliza también el cerco del Cuzco y Manco Inca se retira voluntariamente hacia Vilcabamba. Se relata el origen de las guerras civiles entre los conquistadores, explicada por la disputa entre almagristas y pizarristas por la posesión del Cuzco. Pizarro envía refuerzos al Cuzco al mando de Alonso de Alvarado, quien es derrotado por Almagro en la batalla del río de Abancay. Se producen nuevos acuerdos y desacuerdos entre Pizarro y Almagro. Se reanuda la guerra que culmina con la derrota de los almagristas en la sangrienta batalla de las Salinas. Almagro es tomado prisionero y ejecutado. El almagrista Diego de Alvarado parte hacia España, donde denuncia a los Pizarro por la muerte de Almagro. Hernando Pizarro arriba también a España y sufre allí una larga prisión, en el castillo de La Mota, a consecuencia de la denuncia de Alvarado. 

### Libro Tercero
Empieza con la conquista de los Charcas, en la actual Bolivia. Luego, se narra la partida de Gonzalo Pizarro a la conquista del país de la Canela y las grandes penalidades que pasó, así como la traición de su lugarteniente Francisco de Orellana quien abandona a Gonzalo y descubre el río Amazonas. Los almagristas se conjuran contra el marqués Francisco Pizarro, a quien asesinan en su palacio de Lima. Diego de Almagro el Mozo es proclamado gobernador del Perú. Llega al Perú el licenciado Cristóbal Vaca de Castro, representante del rey, con el encargo de asumir la gobernación y apaciguar al país. Se desata la segunda guerra civil entre los conquistadores. Se hacen largas descripciones de los movimientos de ambos ejércitos. Los capitanes García de Alvarado y Cristóbal de Sotelo se disputan el mando del ejército almagrista; finalmente Almagro se hace del mando total. Se libra la batalla de Chupas, cerca de Huamanga, donde Vaca de Castro vence a Almagro. Allí muere el artillero Pedro de Candía, a manos del mismo Almagro, quien lo acusa de traidor. Gonzalo Pizarro vuelve a Quito. Almagro el Mozo es capturado y ejecutado. En la corte de España se dan las Leyes Nuevas para los dos imperios hispanoamericanos, México y Perú, las mismas que disponen la derogación de las encomiendas, lo que naturalmente causa rechazo entre los conquistadores. Pero mientras que en México por la prudencia y buen juicio de su visitador se suspende el cumplimiento de dichas leyes, en el Perú la intransigencia del virrey Blasco Núñez Vela desatará la rebelión de los encomenderos. 

### Libro Cuarto
Comienza con la llegada del virrey Blasco Núñez Vela, quien desde Panamá se embarca al Perú, demostrando desde un comienzo su propósito inquebrantable de hacer cumplir de manera estricta las Leyes Nuevas. Es recibido en Lima, donde instala la primera Real Audiencia de Lima, presidida por el mismo e integrada por cuatro oidores. Se inician las disputas entre el virrey y los oidores. Por esa misma época muere el príncipe Manco Inca en las ásperas montañas de Vilcabamba, a manos de unos almagristas a los que había dado refugio. Gonzalo Pizarro es elegido por los encomenderos procurador general y desde el Cuzco marcha hacia Lima. Por su parte, el virrey reúne gente de guerra, elige capitanes y prende a Vaca de Castro, su antecesor en el gobierno. El descrédito del virrey llega a su cumbre cuando asesina con sus propias manos al factor Illán Suárez de Carbajal, a quien acusó sin pruebas de traición. Los oidores se complotan a favor de Gonzalo y apresan al virrey, a quien embarcan de regreso a España. Pizarro ingresa a Lima y es proclamado gobernador del Perú. El oidor Diego Vásquez de Cepeda se convierte en su más fanático partidario. En su comitiva figura el capitán Sebastián Garcilaso de la Vega, padre del inca historiador, a decir de éste obligado a la fuerza a sumarse a la rebelión luego de permanecer escondido de la furia de Francisco de Carvajal.  En alta mar, el virrey se libra de sus custodios y desembarca en Tumbes, marchando a Quito para levantar fuerzas. Estalla la guerra entre los partidarios del virrey (realistas) y los de Gonzalo (rebeldes, gonzalistas o pizarristas). Se relatan las marchas y contramarchas de la campaña de Quito. El lugarteniente de Gonzalo, Francisco de Carvajal, es enviado al sur para combatir al capitán realista Diego Centeno a quien pone en fuga y lo obliga a esconderse en una cueva en las serranías. Las historias crueles y los dichos sarcásticos de Carvajal, conocido como el “Demonio de los Andes”, conforman nutridas páginas a lo largo de este libro y del siguiente. Por su parte Gonzalo derrota al virrey en la batalla de Quito. El virrey queda malherido en el campo de batalla, y es decapitado por un esclavo negro a órdenes del licenciado Benito Suárez de Carbajal, quien venga así la muerte de su hermano Illán.

### Libro Quinto
Empieza con la elección del licenciado Pedro de la Gasca para que se encargase de la pacificación del Perú, quien parte de España sin llevar ejércitos, sino solo poderes extensos que le dio el mismo emperador para castigar y perdonar. Las leyes nuevas fueron derogadas y se ofreció el perdón a los rebeldes a cambio de volver a la fidelidad hacia la Corona. Gasca llega a Tierra Firme, y luego de pasar por Santa Marta y Nombre de Dios, llega a Panamá sin mayor contratiempo. Es conocido con el título de Presidente. Su primer éxito es lograr la deserción de la armada de Gonzalo Pizarro al mando del almirante Pedro de Hinojosa. Luego se embarca al Perú. Diego Centeno sale de su refugio y toma la ciudad del Cuzco. Gasca envía a Lorenzo de Aldana con cuatro navíos a la Ciudad de los Reyes a Lima. Muchos hombres de Gonzalo desertan de su causa y se suman a Gasca, quien instala su campamento en Jauja. Gonzalo se retira a Arequipa y junto con Carvajal abre campaña contra Centeno en el altiplano, cerca del lago Titicaca. Diego Centeno le sale al encuentro y se libra la batalla de Huarina. Gracias a la arcabucería hábilmente dirigida por Carvajal, Gonzalo logra un triunfo espléndido e inesperado. En esa batalla el capitán Sebastián Garcilaso de la Vega cedió su caballo Salinillas a un herido y fugitivo Gonzalo, que hasta ese momento se consideraba en derrota, ayuda que aparentemente trastocó el resultado de la batalla, pero el inca Garcilaso se encarga de refutar esa aseveración. Pese a este triunfo, las fuerzas de Gonzalo continúan mermando y finalmente se encuentran con Gasca y su ejército en la batalla de Sacsahuana, librada cerca del Cuzco. No hubo allí en realidad batalla sino un desbande de las fuerzas de Gonzalo que se pasaron a las de Gasca; a la cabeza de los desertores iba el padre de Garcilaso, quien se rehabilita de esa manera, aunque se le apodará desde entonces como “el leal de tres horas”. Gonzalo, Carvajal y otros capitanes rebeldes son capturados, procesados y ejecutados. Las cabezas de Gonzalo y Carvajal son expuestas en la plaza de armas de Lima, mientras que los miembros descuartizados de Carvajal se colocan a lo largo de los caminos del Cuzco, los cuales los ve Garcilaso, entonces niño de 10 años, quien cuenta que uno de sus compañeros de escuela tocó una de las piernas de Carvajal, hasta hundir en ella todo el dedo, a raíz de lo cual este se le infectó. El niño enfermó gravemente, ennegreciéndosele todo el brazo, pero logró sanar al cabo de unos meses.

### Libro Sexto
Empieza con los castigos aplicados a los partidarios de Gonzalo Pizarro; unos fueron azotados y arrastrados por el campo tirados por llamas, ante el escándalo de los indios que no imaginaban que entre españoles se dieran esas humillaciones; otros fueron desterrados y enviados a galeras. El presidente Gasca hizo un reparto general de encomiendas de los indios, pero no contentó a nadie pues unos reclamaron por recibir poco, mientras que otros no recibieron nada. Se relata la muerte desgraciada de Diego Centeno y la paciencia de Gasca con los soldados insolentes, uno de los cuales se burla de su bonete de eclesiástico; así como una risueña historia de unos galeotes que fueron llevados a España bajo custodia de Rodrigo Niño, pero que se escaparon todos en el camino, a excepción de uno, que no se quiso desprender de su custodio. A España es enviado también el oidor Cepeda, para responder ante la justicia por su apoyo a Gonzalo, pero resulta envenenado en prisión por sus propios familiares para evitar que manchara el apellido con la deshonrosa sentencia de traidor. Gasca emprende el retorno a España y llega a Panamá custodiando un fabuloso cargamento de más de un millón y medio de oro y plata para la Corona. Se produce por entonces la rebelión de los hermanos Contreras en Centroamérica, los cuales se apoderan de aquel tesoro, el mismo que es felizmente recuperado. Gasca continúa su viaje a España, donde es premiado con un obispado. En el Perú, donde la Real Audiencia asume el gobierno, se produce la primera rebelión de Francisco Hernández Girón en el Cuzco, que es debelada rápidamente. Poco después llega el nuevo virrey, Antonio de Mendoza, ya anciano y que muere al poco tiempo. El descontento de los encomenderos, esta vez por la noticia de que se aboliría el servicio personal de los indios, se manifiesta violentamente en alzamientos sucedidos en el Cuzco y en Charcas, esta última zona donde ya se explotan los ricos yacimientos argentíferos de Potosí. Se produce la rebelión de Sebastián de Castilla en la villa de La Plata, cuyo corregidor, el general Pedro de Hinojosa, es asesinado por lo alzados. Desde el Cuzco, Alonso de Alvarado marcha a debelar esta sublevación; poco después el mismo Sebastián muere a manos de los suyos. Alvarado logra pacificar finalmente toda la región.

### Libro Séptimo
Este libro trata íntegramente sobre la gran rebelión de Francisco Hernández Girón, que fue la segunda gran rebelión de los encomenderos, que enfrentaron esta vez al gobierno de la Real Audiencia de Lima. El alzamiento se produjo en el Cuzco, durante las bodas de Alfonso de Loayza (reunión que había congregado a los vecinos importantes del Cuzco, entre ellos el padre de Garcilaso). Girón, a la cabeza de los suyos, entró en la mansión, desatando el pánico. Garcilaso, entonces un adolescente, fue testigo de este episodio y ayudó a su padre a huir por los tejados de la casa (13 de noviembre de 1553). Pronto los rebeldes controlaron la ciudad y persiguieron a los principales vecinos que no quisieron apoyarlos. Girón se proclama procurador general y capitán general del Perú, nombra a capitanes de guerra y baja a la costa, donde vence al ejército de la Audiencia en Villacurí (cerca de Ica). El mariscal Alonso de Alvarado, leal a la Corona, parte con ejército en busca de Girón. Ambos se enfrentan en la batalla de Chuquinca, que el mariscal perdió, por lo que entró en una profunda melancolía que lo llevó a la muerte tiempo después. Girón envía a sus lugartenientes a saquear a diversos lugares del Perú. Los oidores salen a perseguir a los rebeldes y dan el mando de su ejército al general Pablo de Meneses. Girón se traslada hacia el altiplano andino y obliga a los indios a trasladar las piezas de artillería en hombros. Llega a Pucará donde se atrinchera en una vieja fortaleza. Se libra la batalla de Pucará. Girón es derrotado y huye, pero es capturado y llevado a Lima, donde lo ejecutan. Su cabeza es puesta en una jaula en la picota de la plaza principal, junto a las calaveras de Gonzalo Pizarro y Francisco de Carvajal. Tiempo después los tres cráneos serían robados.

### Libro Octavo
Empieza con la descripción de una celebración de la fiesta del Santísimo Sacramento en la ciudad del Cuzco donde participan indios y españoles. En ella se produce un incidente protagonizado por unos nobles cuzqueños, quienes se abalanzan contra Francisco Chillchi Cañari, un antiguo guerrero cañari aliado de los españoles, quien provocadoramente exhibía la cabeza reducida de un guerrero inca al que había vencido en duelo singular durante el cerco de Cuzco de 1536. Las autoridades españolas intervienen y obligan al cañari a guardar su trofeo. Luego se relata “un caso admirable” que ocurrió durante esas mismas festividades, acerca de un toro que entró en una iglesia y que sin ocasionar ningún daño, empujó hacia la calle a un español, que después se supo había sufrido la descomunión, y por lo tanto no podía entrar al recinto sagrado. Llega al Perú como nuevo virrey el marqués de Cañete don Andrés Hurtado de Mendoza quien impone el respeto a la autoridad: ajusticia a los españoles más revoltosos y manda de vuelta a España a 37 cabecillas descontentos. El príncipe inca Sayri Túpac es convencido para salir de su refugio de Vilcabamba y viaja a Lima, donde se entrevista con el virrey y el arzobispo. Luego pasa al Cuzco donde instala su corte, pero fallece poco después. Los desterrados que llegan a España logran que el rey les restituya sus encomiendas de indios. Pedro de Ursúa encabeza una expedición a la Amazonía, en la que se produce la rebelión de uno de sus subordinados, el famoso Lope de Aguirre. El Conde de Nieva es elegido nuevo virrey del Perú, pero fallece unos años después en un oscuro incidente que Garcilaso prefiere no detallar, para no comprometer honras. El licenciado Lope de Castro es elegido Gobernador del Perú, y luego de una aceptable administración es sucedido por el virrey Francisco de Toledo. Este gobernante se propuso capturar al joven príncipe Túpac Amaru, último heredero de la realeza imperial inca que aun resistía en Vilcabamba. Un ejército español, capitaneado por Martín García de Loyola marcha a Vilcabamba donde acaba con los últimos restos de la resistencia inca y apresa a Túpac Amaru, quien es trasladado al Cuzco con su familia. El joven inca es condenado a muerte y degollado en la plaza del Cuzco, ante el dolor de la multitud. Toledo también persigue a los indios nobles y a los mestizos. Terminado su período virreinal, retorna a España, donde es fríamente recibido por el rey Felipe II, quien le reprocha la muerte de Túpac Amaru, pues había sido enviado al Perú no para matar reyes sino para servirlos. Desengañado por creer que no se le reconocían sus servicios, Toledo fallece poco después. Por su parte, el capitán Martín García de Loyola, que se casó con una princesa inca, es nombrado gobernador de Chile, donde muere a manos de los araucanos. Así termina la obra.

## Ediciones
Luego de la edición princeps de 1617, apareció una segunda edición de esta obra en Madrid en 1722.
Por tratar un tema harto polémico como la conquista española de América, esta obra se divulgó en otros idiomas con mayor rapidez que su primera parte. Franceses, ingleses, flamencos, se mostraban muy interesados en obras de dicho estilo, a fin de alimentar la leyenda negra española. Fue traducida al francés por J. Baudoin (edición de París, 1650). Otras ediciones de París son de 1658, 1672 y 1830. También hay una edición de Ámsterdam, de 1706. En inglés fue traducida en extractos en 1625; la primera edición completa es la de Londres en 1688, conjuntamente con la primera parte; y nuevamente en extracto en 1859.
En el Perú y América aparecieron, entre otras, las siguientes ediciones:
- Los Comentarios Reales de los Incas (1918-1920). Abarca la primera y la segunda parte. Anotaciones y concordancias con las crónicas de Indias por Horacio H. Urteaga. Elogio de Garcilaso por José de la Riva Agüero y Osma. Imprenta y Librería Sanmarti. Colección de Historiadores clásicos del Perú. 6 vls.
- Historia General del Perú (Segunda parte de los Comentarios Reales de los Incas, 1944). Edición de Ángel Rosenblat, del Instituto de Filología de la Universidad de Buenos Aires. Elogio del autor y examen de la obra por José de la Riva Agüero. Buenos Aires, Emecé Editores.
- Historia General del Perú (1959). Prólogo de Aurelio Miró Quesada S. Librería Internacional del Perú S.A. – Peuser S.A. Lima – Buenos Aires. 2 tomos.
- Historia General del Perú; segunda parte de los Comentarios Reales (1962). Estudio preliminar y notas de José Durand. Lima, Universidad Nacional Mayor de San  Marcos. 4 tomos.